# Schwebebahnstation Pestalozzistraße
| Pestalozzistraße   | Pestalozzistraße    |
| ------------------ | ------------------- |
|                    |                     |
| Eröffnung:         | 1. März 1901        |
| Neubau:            | 2003                |
| Stadtteil:         | Elberfeld-West      |
| Lage:              | Wasserstrecke       |
| Anschrift:         | Pestalozzistraße 10 |
| Stationsnummer:    | 8                   |
| Streckenkilometer: | 5,1                 |
| Stützen:           | 180–181             |
| Ehemaliger Name:   | Schillerbrücke      |

Die Schwebebahnstation Pestalozzistraße ist eine Station der Wuppertaler Schwebebahn im Stadtbezirk Elberfeld-West der Stadt Wuppertal. Sie liegt auf der Wasserstrecke zwischen den Schwebebahnstationen Westende (Richtung Vohwinkel) und Robert-Daum-Platz (Richtung Oberbarmen).
Im Zuge der Schwebebahnmodernisierung wurde die Station am 7. August 2000 von den Kölner Architekten Jaspert und Steffen komplett neu errichtet.

## Lage und Geschichte

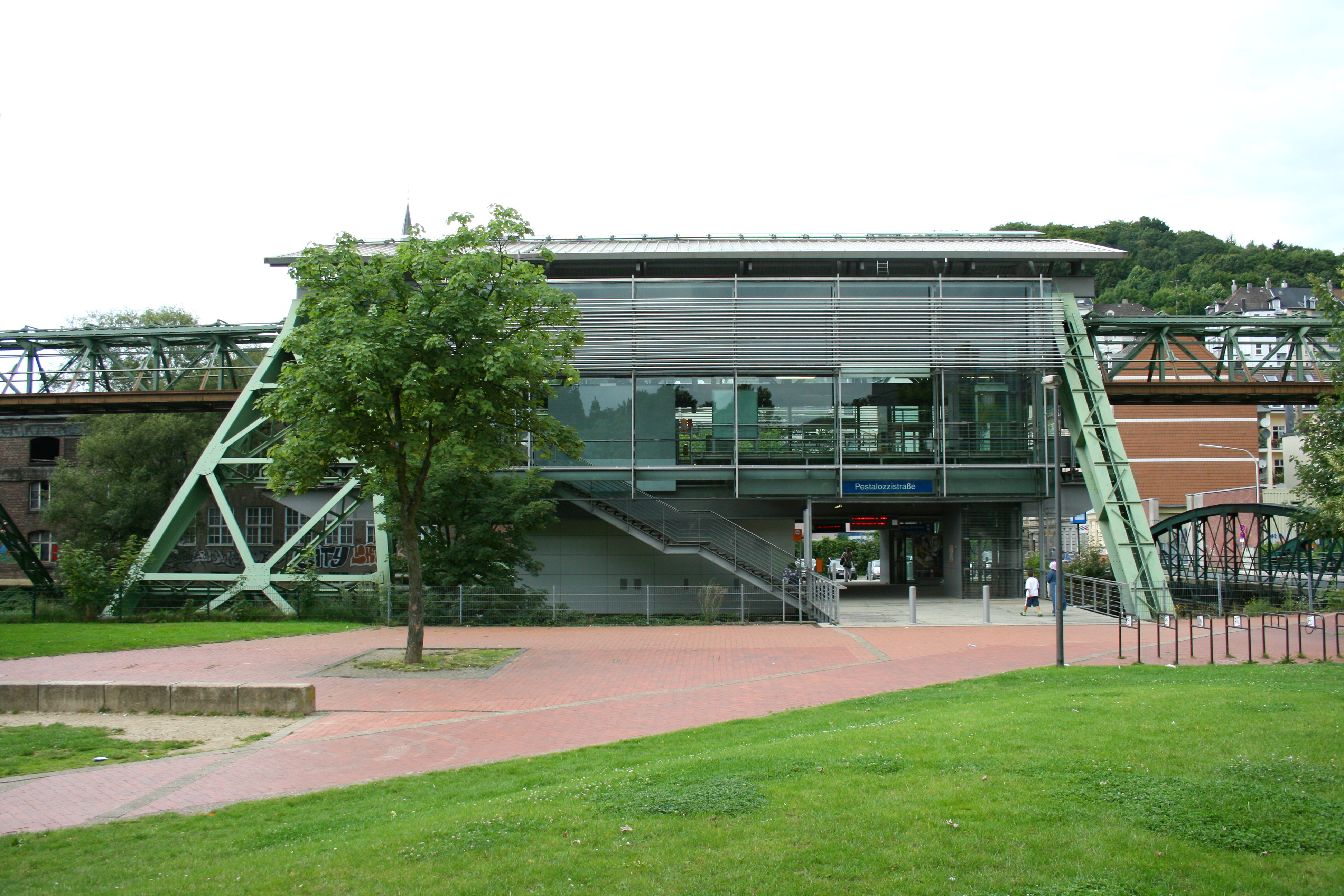
Blick auf die Station vom Gutenbergplatz (2008)

Die Haltestelle Pestalozzistraße befindet sich in unmittelbarer Nähe zum Wohnviertel Arrenberg, das sie dadurch auch erschließt. Die Station hieß vormals Schillerbrücke (heute Wupperbrücke Pestalozzistraße), welche kurz vor / nach der Station die Wupper überbrückt. Sie befindet sich gegenüber dem Gutenbergplatz. Gegenüber davon befand sich die Gerüstbauwerkstatt für die Schwebebahnmodernisierung. Das Satteldach ist der historischen Konzeption nachempfunden und ist mit Aluminium-Profilblechen gedeckt. Für den Neubau wurden 38 Kubikmeter Beton, 315 Tonnen Stahl und 587 Quadratmeter Glas benötigt.
Sie bildet mit den Stationen Varresbecker Straße, Westende und Robert-Daum-Platz eine Gruppe.

## Schwebebahn
| Linie | Verlauf | Takt    |
| ----- | --- | ------- |
| 60    | Vohwinkel Schwebebahn – Bruch – Hammerstein – Sonnborner Straße – Zoo/Stadion – Varresbecker Straße – Westende – Pestalozzistraße – Robert-Daum-Platz – Ohligsmühle/Stadthalle – Hauptbahnhof – Kluse – Landgericht – Völklinger Straße – Loher Brücke – Adlerbrücke – Alter Markt – Werther Brücke – Wupperfeld – Oberbarmen Bf | 3–5 min |

## Umsteigemöglichkeit
| Linie | Verlauf | Takt                                                                |
| ----- | --- | ------------------------------------------------------------------- |
| 600   | W-Vohwinkel Schwebebahn – W-Elberfeld, Pestalozzistraße – W-Elberfeld, Hauptbahnhof | 30 min (nur in den späten Abendstunden und eine Fahrt früh morgens) |
| 611   | W-Katernberg, Birkenhöhe Schleife – W-Elberfeld, Pestalozzistraße – W-Elberfeld, Hauptbahnhof – W-Barmen Bahnhof – W-Heckinghausen, Lenneper Straße                                                          | 20 min (NVZ, Sa+So 30 min)                                          |
| NE1   | W-Elberfeld, Hauptbahnhof – W-Nützenberg, Kyhfhäuser Straße – W-Vohwinkel Bahnhof – W-Vohwinkel, Obere Engelshöhe – W-Vohwinkel, Dasnöckel Mitte – W-Elberfeld, Pestalozzistraße – W-Elberfeld, Hauptbahnhof | 60 min (nur Sa–So Nacht)                                            |